# Верхоглядова, Анастасия Константиновна
Анастасия Константиновна Верхоглядова (род. 12 июня 1995 года) — российская ватерполистка, вратарь волгоградского «Спартака» и женской сборной России по водному поло.

## Биография
Анастасия Верхоглядова родилась 12 июня 1995 года.
В период с 2011 по 2014 год выступала за женский ватерпольный клуб «Олимп». В этот же период присоединилась к женской юниорской сборной России, в составе которой дважды (2012, 2015) становилась бронзовым призёром чемпионата мира.
С 2015 года — в составе волгоградского «Спартака».
В предверии чемпионата Европы по водному поло среди женщин 2016 года была включена в состав сборной России.
Заочно окончила Нижегородский государственный университет по направлению экономики и предпринимательства.
С 2018 года выступает за подмосковный «Штурм-2002».